# Olympische Jugend-Winterspiele 2020/Teilnehmer (Norwegen)
| Gelbes Symbol für Goldmedaillen mit stilisierten Olympischen Ringen | Graues Symbol für Silbermedaillen mit stilisierten Olympischen Ringen | Braundes Symbol für Bronzemedaillen mit stilisierten Olympischen Ringen |
| ------------------------------------------------------------------- | --------------------------------------------------------------------- | ----------------------------------------------------------------------- |
| 4                                                                   | 2                                                                     | 3                                                                       |

Norwegen nahm an den Olympischen Jugend-Winterspielen 2020 im Schweizerischen Lausanne mit 55 Athleten (28 Mädchen und 27 Jungen) in 13 Sportarten teil.

## Medaillen

### Medaillenspiegel
| Rang   | Sportart              | Gold | Silber | Bronze | Gesamt |
| ------ | --------------------- | ---- | ------ | ------ | ------ |
| 1      | Skilanglauf           | 1    | 2      | 1      | 4      |
| 2      | Nordische Kombination | 1    | —      | 1      | 2      |
| 3      | Curling               | 1    | —      | —      | 1      |
| 3      | Ski Alpin             | 1    | —      | —      | 1      |
| 5      | Biathlon              | —    | —      | 1      | 1      |
| Gesamt | Gesamt                | 4    | 2      | 3      | 9      |

### Medaillengewinner
| Name/n                                                                          | Sportart              | Wettkampf                           |
| ------------------------------------------------------------------------------- | --------------------- | ----------------------------------- |
| Gold                                                                            |                       |                                     |
| Mikkel Remsøy                                                                   | Ski Alpin             | Alpine Kombination                  |
| Nora Østgård Ingeborg Forbregd Grunde Morten Buraas Lukas Kjeverud Høstmælingen | Curling               | Mixed Team                          |
| Nikolai Holmbø                                                                  | Skilanglauf           | Langlauf-Cross                      |
| Gyda Westvold Hansen Sebastian Østfold Nora Midtsundstad Iver Olaussen          | Nordische Kombination | Staffel, Normalschanze / 4 × 3,3 km |
| Nora Pollestad 1                                                                | Eishockey             | 3×3 Turnier Mädchen                 |
| Patrik Dalen 1                                                                  | Eishockey             | 3×3 Turnier Jungen                  |
| Silber                                                                          |                       |                                     |
| Nikolai Holmbø                                                                  | Skilanglauf           | Sprint Freistil                     |
| Anna Heggen                                                                     | Skilanglauf           | Sprint Freistil                     |
| Sander Salvær 1                                                                 | Eishockey             | 3×3 Turnier Jungen                  |
| Bronze                                                                          |                       |                                     |
| Vegard Thon                                                                     | Biathlon              | 7,5 km Sprint                       |
| Sebastian Østvold                                                               | Nordische Kombination | Normalschanze / 6 km                |
| Aleksander Holmbø                                                               | Skilanglauf           | Einsitzer                           |
| Sebastian Aarsund 1                                                             | Eishockey             | 3×3 Turnier Jungen                  |

## Teilnehmer nach Sportarten

### Biathlon
| Athleten                                                              | Wettbewerbe          | Zeit        | Fehler      | Rang   |
| --------------------------------------------------------------------- | -------------------- | ----------- | ----------- | ------ |
| Jungen                                                                |                      |             |             |        |
| Stian Fedreheim                                                       | 7,5 km Sprint        | 20:38,0 min | 3 (1+2)     | 16     |
| Stian Fedreheim                                                       | 12 km Einzel         | 35:13,8 min | 3 (1+2+0+0) | 5      |
| Isak Frey                                                             | 7,5 km Sprint        | 20:27,0 min | 4 (1+3)     | 14     |
| Isak Frey                                                             | 12 km Einzel         | 38:04,2 min | 8 (1+3+1+3) | 23     |
| Emil Hage Streitlien                                                  | 7,5 km Sprint        | 20:51,7 min | 3 (1+2)     | 19     |
| Emil Hage Streitlien                                                  | 12 km Einzel         | 37:56,0 min | 6 (0+3+1+2) | 21     |
| Vegard Thon                                                           | 7,5 km Sprint        | 19:42,3 min | 1 (0+1)     | Bronze |
| Vegard Thon                                                           | 12 km Einzel         | 36:00,4 min | 4 (0+0+1+3) | 9      |
| Mädchen                                                               |                      |             |             |        |
| Herborg Idland                                                        | 6 km Sprint          | 20:39,5 min | 2 (1+1)     | 31     |
| Herborg Idland                                                        | 10 km Einzel         | 36:50,9 min | 7 (0+2+1+4) | 54     |
| Synne Mæland-Herheim                                                  | 6 km Sprint          | 20:42,4 min | 5 (4+1)     | 33     |
| Synne Mæland-Herheim                                                  | 10 km Einzel         | 36:50,9 min | 8 (1+2+3+2) | 22     |
| Gro Njølstad Randby                                                   | 6 km Sprint          | 20:14,8 min | 4 (1+3)     | 26     |
| Gro Njølstad Randby                                                   | 10 km Einzel         | 35:22,1 min | 5 (1+1+1+2) | 9      |
| Gunn Kristi Stensaker                                                 | 6 km Sprint          | 19:58,8 min | 2 (1+1)     | 19     |
| Gunn Kristi Stensaker                                                 | 10 km Einzel         | 34:53,6 min | 3 (0+1+1+1) | 7      |
| Mixed                                                                 |                      |             |             |        |
| Gunn Kristi Stensaker Tvinnereim Stian Fedreheim                      | Single Mixed-Staffel | 43:59,9 min | 1+9 0+9     | 10     |
| Gro Njølstad Randby Gunn Kristi Stensaker Stian Fedreheim Vegard Thon | Mixed-Staffel        | 1:13:20,6 h | 0+6 2+10    | 5      |

### Bob
| Athlet             | Wettbewerb | Lauf 1      | Lauf 1 | Lauf 2      | Lauf 2 | Gesamt      | Gesamt |
| Athlet             | Wettbewerb | Zeit        | Rang   | Zeit        | Rang   | Zeit        | Rang   |
| ------------------ | ---------- | ----------- | ------ | ----------- | ------ | ----------- | ------ |
| Mädchen            |            |             |        |             |        |             |        |
| Emma Sofie Brumoen | Monobob    | 1:14,83 min | 7      | 1:15,24 min | 12     | 2:30,07 min | 12     |

### Curling
| Wettbewerb    | Mixed-Team                                                                      |
| ------------- | ------------------------------------------------------------------------------- |
| Athleten      | Nora Østgård Ingeborg Forbregd Grunde Morten Buraas Lukas Kjeverud Høstmælingen |
| Vorrunde      | Türkei 9:1 Slowenien 5:6 Großbritannien 8:3 Neuseeland 5:6 Frankreich 11:6      |
| Viertelfinale | Italien 8:6                                                                     |
| Halbfinale    | Russland 7:2                                                                    |
| Finale        | Japan 5:4                                                                       |
| Platzierung   | Gold                                                                            |

Im Mixed-Doppel, kam der Partner immer aus einem anderen Land, somit spielten nur gemischte Mannschaften in diesem Wettbewerb mit.
| Athleten                        | Wettbewerb   | 1. Runde                        | 1. Runde | 2. Runde                    | 2. Runde      | 3. Runde                   | 3. Runde      | 4. Runde                    | 4. Runde      | Halbfinale    | Halbfinale    | Finale        | Finale        | Rang |
| Athleten                        | Wettbewerb   | Gegner                          | Erg      | Gegner                      | Erg           | Gegner                     | Erg           | Gegner                      | Erg           | Gegner        | Erg           | Gegner        | Erg           | Rang |
| ------------------------------- | ------------ | ------------------------------- | -------- | --------------------------- | ------------- | -------------------------- | ------------- | --------------------------- | ------------- | ------------- | ------------- | ------------- | ------------- | ---- |
| Mixed                           |              |                                 |          |                             |               |                            |               |                             |               |               |               |               |               |      |
| Ingeborg Forbregd Ričards Vonda | Mixed Doppel | Karolina Jensen Zhai Zhixin     | 5:10     | ausgeschieden               | ausgeschieden | ausgeschieden              | ausgeschieden | ausgeschieden               | ausgeschieden | ausgeschieden | ausgeschieden | ausgeschieden | ausgeschieden | 25   |
| Natali Vedro Lukas Høstmælingen | Mixed Doppel | Marta Lo Deserto Aleix Raubert  | 6:8      | ausgeschieden               | ausgeschieden | ausgeschieden              | ausgeschieden | ausgeschieden               | ausgeschieden | ausgeschieden | ausgeschieden | ausgeschieden | ausgeschieden | 25   |
| Nora Østgård Michael Velve      | Mixed Doppel | Kristyna Farková Axel Landelius | 6:11     | ausgeschieden               | ausgeschieden | ausgeschieden              | ausgeschieden | ausgeschieden               | ausgeschieden | ausgeschieden | ausgeschieden | ausgeschieden | ausgeschieden | 25   |
| Maelle Vergnaud Grunde Buraas   | Mixed Doppel | Kim Sutor Charlie Thompson      | 7:5      | Emily Deschenes Oriol Gastó | 8:2           | Ērika Bitmete Takumi Maeda | 9:8           | Pei Junhang Vít Chabičovský | 3:7           | ausgeschieden | ausgeschieden | ausgeschieden | ausgeschieden | 5    |

### Eishockey
Im 3×3 Eishockey spielten die Athleten in gemischten Mannschaften.
| Mannschaft    | Athleten | Vorrunde       | Vorrunde  | Halbfinale     | Halbfinale    | Finale/Spiel um Bronze          | Finale/Spiel um Bronze | Rang   |
| Mannschaft    | Athleten | Gegner         | Ergebnis  | Gegner         | Ergebnis      | Gegner                          | Ergebnis               | Rang   |
| ------------- | --- | -------------- | --------- | -------------- | ------------- | ------------------------------- | ---------------------- | ------ |
| Jungen        | |                |           |                |               |                                 |                        |        |
| _ Team Braun  | Luka Banek Sai Lake Hugo Galvez Elvis Hsu Axel Ruski-Jones Marlon D’Acunto Erik Potšinok Evan Nauth Artur Seniut Matyáš Šapovaliv Milán Ivády Rastislav Eliáš Sebastian Aarsund                                | _ Team Schwarz | 13:11     | _ Team Rot     | 7:9           | Spiel um Bronze: _ Team Schwarz | 6:5                    | Bronze |
| _ Team Braun  | Luka Banek Sai Lake Hugo Galvez Elvis Hsu Axel Ruski-Jones Marlon D’Acunto Erik Potšinok Evan Nauth Artur Seniut Matyáš Šapovaliv Milán Ivády Rastislav Eliáš Sebastian Aarsund                                | _ Team Grün    | 6:8       | _ Team Rot     | 7:9           | Spiel um Bronze: _ Team Schwarz | 6:5                    | Bronze |
| _ Team Braun  | Luka Banek Sai Lake Hugo Galvez Elvis Hsu Axel Ruski-Jones Marlon D’Acunto Erik Potšinok Evan Nauth Artur Seniut Matyáš Šapovaliv Milán Ivády Rastislav Eliáš Sebastian Aarsund                                | _ Team Grau    | 16:6      | _ Team Rot     | 7:9           | Spiel um Bronze: _ Team Schwarz | 6:5                    | Bronze |
| _ Team Braun  | Luka Banek Sai Lake Hugo Galvez Elvis Hsu Axel Ruski-Jones Marlon D’Acunto Erik Potšinok Evan Nauth Artur Seniut Matyáš Šapovaliv Milán Ivády Rastislav Eliáš Sebastian Aarsund                                | _ Team Orange  | 14:10     | _ Team Rot     | 7:9           | Spiel um Bronze: _ Team Schwarz | 6:5                    | Bronze |
| _ Team Braun  | Luka Banek Sai Lake Hugo Galvez Elvis Hsu Axel Ruski-Jones Marlon D’Acunto Erik Potšinok Evan Nauth Artur Seniut Matyáš Šapovaliv Milán Ivády Rastislav Eliáš Sebastian Aarsund                                | _ Team Rot     | 5:11      | _ Team Rot     | 7:9           | Spiel um Bronze: _ Team Schwarz | 6:5                    | Bronze |
| _ Team Braun  | Luka Banek Sai Lake Hugo Galvez Elvis Hsu Axel Ruski-Jones Marlon D’Acunto Erik Potšinok Evan Nauth Artur Seniut Matyáš Šapovaliv Milán Ivády Rastislav Eliáš Sebastian Aarsund                                | _ Team Blau    | 14:2      | _ Team Rot     | 7:9           | Spiel um Bronze: _ Team Schwarz | 6:5                    | Bronze |
| _ Team Braun  | Luka Banek Sai Lake Hugo Galvez Elvis Hsu Axel Ruski-Jones Marlon D’Acunto Erik Potšinok Evan Nauth Artur Seniut Matyáš Šapovaliv Milán Ivády Rastislav Eliáš Sebastian Aarsund                                | _ Team Gelb    | 8:6       | _ Team Rot     | 7:9           | Spiel um Bronze: _ Team Schwarz | 6:5                    | Bronze |
| _ Team Gelb   | Tibo Van Reeth Csongor Antal Yassin Soubra Tommaso Madaschi David Guilabert Ryan Kolgen Miha Beričič Andrej Muraschko Oskar Bakkevig Šimon Slavíček Daniel Valencia Loris Uberti Lukas Heuberger               | _ Team Grün    | 5:10      | ausgeschieden  | ausgeschieden | ausgeschieden                   | ausgeschieden          | 7      |
| _ Team Gelb   | Tibo Van Reeth Csongor Antal Yassin Soubra Tommaso Madaschi David Guilabert Ryan Kolgen Miha Beričič Andrej Muraschko Oskar Bakkevig Šimon Slavíček Daniel Valencia Loris Uberti Lukas Heuberger               | _ Team Grau    | 8:11      | ausgeschieden  | ausgeschieden | ausgeschieden                   | ausgeschieden          | 7      |
| _ Team Gelb   | Tibo Van Reeth Csongor Antal Yassin Soubra Tommaso Madaschi David Guilabert Ryan Kolgen Miha Beričič Andrej Muraschko Oskar Bakkevig Šimon Slavíček Daniel Valencia Loris Uberti Lukas Heuberger               | _ Team Orange  | 9:4       | ausgeschieden  | ausgeschieden | ausgeschieden                   | ausgeschieden          | 7      |
| _ Team Gelb   | Tibo Van Reeth Csongor Antal Yassin Soubra Tommaso Madaschi David Guilabert Ryan Kolgen Miha Beričič Andrej Muraschko Oskar Bakkevig Šimon Slavíček Daniel Valencia Loris Uberti Lukas Heuberger               | _ Team Schwarz | 7:19      | ausgeschieden  | ausgeschieden | ausgeschieden                   | ausgeschieden          | 7      |
| _ Team Gelb   | Tibo Van Reeth Csongor Antal Yassin Soubra Tommaso Madaschi David Guilabert Ryan Kolgen Miha Beričič Andrej Muraschko Oskar Bakkevig Šimon Slavíček Daniel Valencia Loris Uberti Lukas Heuberger               | _ Team Blau    | 13:8      | ausgeschieden  | ausgeschieden | ausgeschieden                   | ausgeschieden          | 7      |
| _ Team Gelb   | Tibo Van Reeth Csongor Antal Yassin Soubra Tommaso Madaschi David Guilabert Ryan Kolgen Miha Beričič Andrej Muraschko Oskar Bakkevig Šimon Slavíček Daniel Valencia Loris Uberti Lukas Heuberger               | _ Team Rot     | 13:15     | ausgeschieden  | ausgeschieden | ausgeschieden                   | ausgeschieden          | 7      |
| _ Team Gelb   | Tibo Van Reeth Csongor Antal Yassin Soubra Tommaso Madaschi David Guilabert Ryan Kolgen Miha Beričič Andrej Muraschko Oskar Bakkevig Šimon Slavíček Daniel Valencia Loris Uberti Lukas Heuberger               | _ Team Braun   | 6:8       | ausgeschieden  | ausgeschieden | ausgeschieden                   | ausgeschieden          | 7      |
| _ Team Grün   | Nicolas Elgas Artjom Pronitschkin Nathan Nicoud Wolodymyr Troschkin Pablo González Maks Perčič Yam Yau Alessandro Segafredo Illja Korsun Marek Potšinok Patrik Dalen Levente Hegedűs Štěpán Maleček            | _ Team Gelb    | 10:5      | _ Team Schwarz | 7:3           | _ Team Rot                      | 10:4                   | Gold   |
| _ Team Grün   | Nicolas Elgas Artjom Pronitschkin Nathan Nicoud Wolodymyr Troschkin Pablo González Maks Perčič Yam Yau Alessandro Segafredo Illja Korsun Marek Potšinok Patrik Dalen Levente Hegedűs Štěpán Maleček            | _ Team Braun   | 8:6       | _ Team Schwarz | 7:3           | _ Team Rot                      | 10:4                   | Gold   |
| _ Team Grün   | Nicolas Elgas Artjom Pronitschkin Nathan Nicoud Wolodymyr Troschkin Pablo González Maks Perčič Yam Yau Alessandro Segafredo Illja Korsun Marek Potšinok Patrik Dalen Levente Hegedűs Štěpán Maleček            | _ Team Rot     | 9:8 n. V. | _ Team Schwarz | 7:3           | _ Team Rot                      | 10:4                   | Gold   |
| _ Team Grün   | Nicolas Elgas Artjom Pronitschkin Nathan Nicoud Wolodymyr Troschkin Pablo González Maks Perčič Yam Yau Alessandro Segafredo Illja Korsun Marek Potšinok Patrik Dalen Levente Hegedűs Štěpán Maleček            | _ Team Blau    | 11:6      | _ Team Schwarz | 7:3           | _ Team Rot                      | 10:4                   | Gold   |
| _ Team Grün   | Nicolas Elgas Artjom Pronitschkin Nathan Nicoud Wolodymyr Troschkin Pablo González Maks Perčič Yam Yau Alessandro Segafredo Illja Korsun Marek Potšinok Patrik Dalen Levente Hegedűs Štěpán Maleček            | _ Team Grau    | 14:6      | _ Team Schwarz | 7:3           | _ Team Rot                      | 10:4                   | Gold   |
| _ Team Grün   | Nicolas Elgas Artjom Pronitschkin Nathan Nicoud Wolodymyr Troschkin Pablo González Maks Perčič Yam Yau Alessandro Segafredo Illja Korsun Marek Potšinok Patrik Dalen Levente Hegedűs Štěpán Maleček            | _ Team Orange  | 8:6       | _ Team Schwarz | 7:3           | _ Team Rot                      | 10:4                   | Gold   |
| _ Team Grün   | Nicolas Elgas Artjom Pronitschkin Nathan Nicoud Wolodymyr Troschkin Pablo González Maks Perčič Yam Yau Alessandro Segafredo Illja Korsun Marek Potšinok Patrik Dalen Levente Hegedűs Štěpán Maleček            | _ Team Schwarz | 4:6       | _ Team Schwarz | 7:3           | _ Team Rot                      | 10:4                   | Gold   |
| _ Team Rot    | Juho Lukkari Denys Pasko Lin Wei-yu Aleks Menc Matija Dinić Peter Repčík Mackenzie Stewart Dylan Wesseling Tjaš Lesničar Sander Salvær Jan Hornecker Matthias Bittner Maël Halladj                             | _ Team Orange  | 6:8       | _ Team Braun   | 9:7           | _ Team Grün                     | 4:10                   | Silber |
| _ Team Rot    | Juho Lukkari Denys Pasko Lin Wei-yu Aleks Menc Matija Dinić Peter Repčík Mackenzie Stewart Dylan Wesseling Tjaš Lesničar Sander Salvær Jan Hornecker Matthias Bittner Maël Halladj                             | _ Team Schwarz | 12:9      | _ Team Braun   | 9:7           | _ Team Grün                     | 4:10                   | Silber |
| _ Team Rot    | Juho Lukkari Denys Pasko Lin Wei-yu Aleks Menc Matija Dinić Peter Repčík Mackenzie Stewart Dylan Wesseling Tjaš Lesničar Sander Salvær Jan Hornecker Matthias Bittner Maël Halladj                             | _ Team Grün    | 8:9 n. V. | _ Team Braun   | 9:7           | _ Team Grün                     | 4:10                   | Silber |
| _ Team Rot    | Juho Lukkari Denys Pasko Lin Wei-yu Aleks Menc Matija Dinić Peter Repčík Mackenzie Stewart Dylan Wesseling Tjaš Lesničar Sander Salvær Jan Hornecker Matthias Bittner Maël Halladj                             | _ Team Grau    | 9:13      | _ Team Braun   | 9:7           | _ Team Grün                     | 4:10                   | Silber |
| _ Team Rot    | Juho Lukkari Denys Pasko Lin Wei-yu Aleks Menc Matija Dinić Peter Repčík Mackenzie Stewart Dylan Wesseling Tjaš Lesničar Sander Salvær Jan Hornecker Matthias Bittner Maël Halladj                             | _ Team Braun   | 11:5      | _ Team Braun   | 9:7           | _ Team Grün                     | 4:10                   | Silber |
| _ Team Rot    | Juho Lukkari Denys Pasko Lin Wei-yu Aleks Menc Matija Dinić Peter Repčík Mackenzie Stewart Dylan Wesseling Tjaš Lesničar Sander Salvær Jan Hornecker Matthias Bittner Maël Halladj                             | _ Team Gelb    | 15:13     | _ Team Braun   | 9:7           | _ Team Grün                     | 4:10                   | Silber |
| _ Team Rot    | Juho Lukkari Denys Pasko Lin Wei-yu Aleks Menc Matija Dinić Peter Repčík Mackenzie Stewart Dylan Wesseling Tjaš Lesničar Sander Salvær Jan Hornecker Matthias Bittner Maël Halladj                             | _ Team Blau    | 18:11     | _ Team Braun   | 9:7           | _ Team Grün                     | 4:10                   | Silber |
| Mädchen       | |                |           |                |               |                                 |                        |        |
| _ Team Braun  | Arwen Nylaander Julia Termens Nausikäa Clement Ximena González Riko Matsumoto Roos Karst Celine Mayer Alicja Sowa Barbora Bartáková Marja Linzbichler Tallulah Bryant Ivana Latková Daniella Lauritzen Pizarro | _ Team Schwarz | 13:11     | _ Team Schwarz | 7:11          | Spiel um Bronze: _ Team Blau    | 4:6                    | 4      |
| _ Team Braun  | Arwen Nylaander Julia Termens Nausikäa Clement Ximena González Riko Matsumoto Roos Karst Celine Mayer Alicja Sowa Barbora Bartáková Marja Linzbichler Tallulah Bryant Ivana Latková Daniella Lauritzen Pizarro | _ Team Grün    | 6:8       | _ Team Schwarz | 7:11          | Spiel um Bronze: _ Team Blau    | 4:6                    | 4      |
| _ Team Braun  | Arwen Nylaander Julia Termens Nausikäa Clement Ximena González Riko Matsumoto Roos Karst Celine Mayer Alicja Sowa Barbora Bartáková Marja Linzbichler Tallulah Bryant Ivana Latková Daniella Lauritzen Pizarro | _ Team Grau    | 16:6      | _ Team Schwarz | 7:11          | Spiel um Bronze: _ Team Blau    | 4:6                    | 4      |
| _ Team Braun  | Arwen Nylaander Julia Termens Nausikäa Clement Ximena González Riko Matsumoto Roos Karst Celine Mayer Alicja Sowa Barbora Bartáková Marja Linzbichler Tallulah Bryant Ivana Latková Daniella Lauritzen Pizarro | _ Team Orange  | 14:10     | _ Team Schwarz | 7:11          | Spiel um Bronze: _ Team Blau    | 4:6                    | 4      |
| _ Team Braun  | Arwen Nylaander Julia Termens Nausikäa Clement Ximena González Riko Matsumoto Roos Karst Celine Mayer Alicja Sowa Barbora Bartáková Marja Linzbichler Tallulah Bryant Ivana Latková Daniella Lauritzen Pizarro | _ Team Rot     | 5:11      | _ Team Schwarz | 7:11          | Spiel um Bronze: _ Team Blau    | 4:6                    | 4      |
| _ Team Braun  | Arwen Nylaander Julia Termens Nausikäa Clement Ximena González Riko Matsumoto Roos Karst Celine Mayer Alicja Sowa Barbora Bartáková Marja Linzbichler Tallulah Bryant Ivana Latková Daniella Lauritzen Pizarro | _ Team Blau    | 14:2      | _ Team Schwarz | 7:11          | Spiel um Bronze: _ Team Blau    | 4:6                    | 4      |
| _ Team Braun  | Arwen Nylaander Julia Termens Nausikäa Clement Ximena González Riko Matsumoto Roos Karst Celine Mayer Alicja Sowa Barbora Bartáková Marja Linzbichler Tallulah Bryant Ivana Latková Daniella Lauritzen Pizarro | _ Team Gelb    | 8:6       | _ Team Schwarz | 7:11          | Spiel um Bronze: _ Team Blau    | 4:6                    | 4      |
| _ Team Gelb   | Anke Steeno Eva Aizpurua Ludmilla Bourcet Elisa Innocenti Katya Blong Iris van Houten Zuzana Trnková Luisa Wilson Shin Seo-yoon Leonie Böttcher Nora Pollestad Nubya Aeschlimann Magdalena Luggin              | _ Team Grün    | 5:10      | _ Team Blau    | 7:5           | _ Team Schwarz                  | 6:1                    | Gold   |
| _ Team Gelb   | Anke Steeno Eva Aizpurua Ludmilla Bourcet Elisa Innocenti Katya Blong Iris van Houten Zuzana Trnková Luisa Wilson Shin Seo-yoon Leonie Böttcher Nora Pollestad Nubya Aeschlimann Magdalena Luggin              | _ Team Grau    | 8:11      | _ Team Blau    | 7:5           | _ Team Schwarz                  | 6:1                    | Gold   |
| _ Team Gelb   | Anke Steeno Eva Aizpurua Ludmilla Bourcet Elisa Innocenti Katya Blong Iris van Houten Zuzana Trnková Luisa Wilson Shin Seo-yoon Leonie Böttcher Nora Pollestad Nubya Aeschlimann Magdalena Luggin              | _ Team Orange  | 9:4       | _ Team Blau    | 7:5           | _ Team Schwarz                  | 6:1                    | Gold   |
| _ Team Gelb   | Anke Steeno Eva Aizpurua Ludmilla Bourcet Elisa Innocenti Katya Blong Iris van Houten Zuzana Trnková Luisa Wilson Shin Seo-yoon Leonie Böttcher Nora Pollestad Nubya Aeschlimann Magdalena Luggin              | _ Team Schwarz | 7:19      | _ Team Blau    | 7:5           | _ Team Schwarz                  | 6:1                    | Gold   |
| _ Team Gelb   | Anke Steeno Eva Aizpurua Ludmilla Bourcet Elisa Innocenti Katya Blong Iris van Houten Zuzana Trnková Luisa Wilson Shin Seo-yoon Leonie Böttcher Nora Pollestad Nubya Aeschlimann Magdalena Luggin              | _ Team Blau    | 13:8      | _ Team Blau    | 7:5           | _ Team Schwarz                  | 6:1                    | Gold   |
| _ Team Gelb   | Anke Steeno Eva Aizpurua Ludmilla Bourcet Elisa Innocenti Katya Blong Iris van Houten Zuzana Trnková Luisa Wilson Shin Seo-yoon Leonie Böttcher Nora Pollestad Nubya Aeschlimann Magdalena Luggin              | _ Team Rot     | 13:15     | _ Team Blau    | 7:5           | _ Team Schwarz                  | 6:1                    | Gold   |
| _ Team Gelb   | Anke Steeno Eva Aizpurua Ludmilla Bourcet Elisa Innocenti Katya Blong Iris van Houten Zuzana Trnková Luisa Wilson Shin Seo-yoon Leonie Böttcher Nora Pollestad Nubya Aeschlimann Magdalena Luggin              | _ Team Braun   | 6:8       | _ Team Blau    | 7:5           | _ Team Schwarz                  | 6:1                    | Gold   |
| _ Team Orange | Polina Lubenez Wang Meihe Sanne Claessens Saskia Rohregger Isabel Walberg Molly Lukowiak Yoo Seo-young Nadia Sancha Sena Hasegawa Dóra Véghelyi Emma Hofbauer Julija Wolkowa Kristina Chernova                 | _ Team Rot     | 8:6       | ausgeschieden  | ausgeschieden | ausgeschieden                   | ausgeschieden          | 8      |
| _ Team Orange | Polina Lubenez Wang Meihe Sanne Claessens Saskia Rohregger Isabel Walberg Molly Lukowiak Yoo Seo-young Nadia Sancha Sena Hasegawa Dóra Véghelyi Emma Hofbauer Julija Wolkowa Kristina Chernova                 | _ Team Blau    | 12:1      | ausgeschieden  | ausgeschieden | ausgeschieden                   | ausgeschieden          | 8      |
| _ Team Orange | Polina Lubenez Wang Meihe Sanne Claessens Saskia Rohregger Isabel Walberg Molly Lukowiak Yoo Seo-young Nadia Sancha Sena Hasegawa Dóra Véghelyi Emma Hofbauer Julija Wolkowa Kristina Chernova                 | _ Team Gelb    | 4:9       | ausgeschieden  | ausgeschieden | ausgeschieden                   | ausgeschieden          | 8      |
| _ Team Orange | Polina Lubenez Wang Meihe Sanne Claessens Saskia Rohregger Isabel Walberg Molly Lukowiak Yoo Seo-young Nadia Sancha Sena Hasegawa Dóra Véghelyi Emma Hofbauer Julija Wolkowa Kristina Chernova                 | _ Team Braun   | 10:14     | ausgeschieden  | ausgeschieden | ausgeschieden                   | ausgeschieden          | 8      |
| _ Team Orange | Polina Lubenez Wang Meihe Sanne Claessens Saskia Rohregger Isabel Walberg Molly Lukowiak Yoo Seo-young Nadia Sancha Sena Hasegawa Dóra Véghelyi Emma Hofbauer Julija Wolkowa Kristina Chernova                 | _ Team Schwarz | 14:8      | ausgeschieden  | ausgeschieden | ausgeschieden                   | ausgeschieden          | 8      |
| _ Team Orange | Polina Lubenez Wang Meihe Sanne Claessens Saskia Rohregger Isabel Walberg Molly Lukowiak Yoo Seo-young Nadia Sancha Sena Hasegawa Dóra Véghelyi Emma Hofbauer Julija Wolkowa Kristina Chernova                 | _ Team Grün    | 6:8       | ausgeschieden  | ausgeschieden | ausgeschieden                   | ausgeschieden          | 8      |
| _ Team Orange | Polina Lubenez Wang Meihe Sanne Claessens Saskia Rohregger Isabel Walberg Molly Lukowiak Yoo Seo-young Nadia Sancha Sena Hasegawa Dóra Véghelyi Emma Hofbauer Julija Wolkowa Kristina Chernova                 | _ Team Grau    | 2:5       | ausgeschieden  | ausgeschieden | ausgeschieden                   | ausgeschieden          | 8      |
| _ Team Rot    | Sonia David Valeria Ansoleaga Kao Wei-ting Nie Xinrui Abby Rowbotham Zoé Mächler Mila Lutteral Barbora Kapičáková Alina Itschajewa Bea Storesund Andrea Trnková Felicity Luby Anita Origlio                    | _ Team Orange  | 6:8       | ausgeschieden  | ausgeschieden | ausgeschieden                   | ausgeschieden          | 7      |
| _ Team Rot    | Sonia David Valeria Ansoleaga Kao Wei-ting Nie Xinrui Abby Rowbotham Zoé Mächler Mila Lutteral Barbora Kapičáková Alina Itschajewa Bea Storesund Andrea Trnková Felicity Luby Anita Origlio                    | _ Team Schwarz | 12:9      | ausgeschieden  | ausgeschieden | ausgeschieden                   | ausgeschieden          | 7      |
| _ Team Rot    | Sonia David Valeria Ansoleaga Kao Wei-ting Nie Xinrui Abby Rowbotham Zoé Mächler Mila Lutteral Barbora Kapičáková Alina Itschajewa Bea Storesund Andrea Trnková Felicity Luby Anita Origlio                    | _ Team Grün    | 9:8 n. V. | ausgeschieden  | ausgeschieden | ausgeschieden                   | ausgeschieden          | 7      |
| _ Team Rot    | Sonia David Valeria Ansoleaga Kao Wei-ting Nie Xinrui Abby Rowbotham Zoé Mächler Mila Lutteral Barbora Kapičáková Alina Itschajewa Bea Storesund Andrea Trnková Felicity Luby Anita Origlio                    | _ Team Grau    | 9:13      | ausgeschieden  | ausgeschieden | ausgeschieden                   | ausgeschieden          | 7      |
| _ Team Rot    | Sonia David Valeria Ansoleaga Kao Wei-ting Nie Xinrui Abby Rowbotham Zoé Mächler Mila Lutteral Barbora Kapičáková Alina Itschajewa Bea Storesund Andrea Trnková Felicity Luby Anita Origlio                    | _ Team Braun   | 11:5      | ausgeschieden  | ausgeschieden | ausgeschieden                   | ausgeschieden          | 7      |
| _ Team Rot    | Sonia David Valeria Ansoleaga Kao Wei-ting Nie Xinrui Abby Rowbotham Zoé Mächler Mila Lutteral Barbora Kapičáková Alina Itschajewa Bea Storesund Andrea Trnková Felicity Luby Anita Origlio                    | _ Team Gelb    | 15:13     | ausgeschieden  | ausgeschieden | ausgeschieden                   | ausgeschieden          | 7      |
| _ Team Rot    | Sonia David Valeria Ansoleaga Kao Wei-ting Nie Xinrui Abby Rowbotham Zoé Mächler Mila Lutteral Barbora Kapičáková Alina Itschajewa Bea Storesund Andrea Trnková Felicity Luby Anita Origlio                    | _ Team Blau    | 18:11     | ausgeschieden  | ausgeschieden | ausgeschieden                   | ausgeschieden          | 7      |

### Eisschnelllauf
| Athleten                                                                  | Wettbewerbe | Zeit        | Rang |
| ------------------------------------------------------------------------- | ----------- | ----------- | ---- |
| Jungen                                                                    |             |             |      |
| Sander Eitrem                                                             | 500 m       | 38,85 s     | 18   |
| Sander Eitrem                                                             | 1500 m      | 1:57,11 min | 6    |
| Oddbjørn Mellemstran                                                      | 500 m       | 39,62 s     | 24   |
| Oddbjørn Mellemstran                                                      | 1500 m      | 1:59,48 min | 12   |
| Mädchen                                                                   |             |             |      |
| Amalie Haugland                                                           | 500 m       | 44,12 s     | 28   |
| Amalie Haugland                                                           | 1500 m      | 2:20,12 min | 20   |
| Julie Berg Sjøbrend                                                       | 500 m       | 44,11 s     | 27   |
| Julie Berg Sjøbrend                                                       | 1500 m      | 2:17,24 min | 12   |
| Mixed                                                                     |             |             |      |
| Team 5 Amalie Haugland Kim Min-hui Oddbjørn Mellemstrand Jordan Stolz     | Teamsprint  | DSQ         | DSQ  |
| Team 6 Julie Berg Sjøbrend Anna Ostlender Jakub Kočí Sebas Diniz          | Teamsprint  | DSQ         | DSQ  |
| Team 11 Luisa María González Fran Vanhoutte Nicky Rosanelli Sander Eitrem | Teamsprint  | 2:07,46 min | 7    |

| Athleten             | Wettbewerbe | Halbfinale | Halbfinale  | Halbfinale | Finale        | Finale        | Finale        | Rang          |
| Athleten             | Wettbewerbe | Punkte     | Zeit        | Rang       | Punkte        | Zeit          | Rang          | Rang          |
| -------------------- | ----------- | ---------- | ----------- | ---------- | ------------- | ------------- | ------------- | ------------- |
| Jungen               |             |            |             |            |               |               |               |               |
| Sander Eitrem        | Massenstart | DNF        | DNF         | DNF        | ausgeschieden | ausgeschieden | ausgeschieden | ausgeschieden |
| Oddbjørn Mellemstran | Massenstart | 4          | 5:54,34 min | 5          | 0             | 6:33,04 min   | 12            | 12            |
| Mädchen              |             |            |             |            |               |               |               |               |
| Amalie Haugland      | Massenstart | 10         | 6:14,08 min | 3          | 0             | 6:57,11 min   | 13            | 13            |
| Julie Berg Sjøbrend  | Massenstart | 0          | 6:53,02 min | 10         | ausgeschieden | ausgeschieden | ausgeschieden | ausgeschieden |

### Freestyle-Skiing
| Athleten       | Wettbewerbe | Qualifikation | Qualifikation | Finale        | Finale        | Rang |
| Athleten       | Wettbewerbe | Punkte        | Rang          | Punkte        | Rang          | Rang |
| -------------- | ----------- | ------------- | ------------- | ------------- | ------------- | ---- |
| Jungen         |             |               |               |               |               |      |
| Tormod Frostad | Big Air     | 86,75         | 2             | 172,25        | 5             | 5    |
| Tormod Frostad | Slopestyle  | 42,66         | 20            | ausgeschieden | ausgeschieden | 20   |
| Tevje Skaug    | Big Air     | 74,50         | 11            | 117,00        | 10            | 10   |
| Tevje Skaug    | Slopestyle  | 67,33         | 9             | 66,33         | 11            | 11   |

| Athleten                                                           | Wettbewerbe                        | Vorrunde | Viertelfinale | Halbfinale    | Finale              | Rang |
| Athleten                                                           | Wettbewerbe                        | Rang     | Rang          | Rang          | Rang                | Rang |
| ------------------------------------------------------------------ | ---------------------------------- | -------- | ------------- | ------------- | ------------------- | ---- |
| Jungen                                                             |                                    |          |               |               |                     |      |
| Oscar Trygg                                                        | Skicross                           | 12       | –             | ausgeschieden | ausgeschieden       | 24   |
| Mädchen                                                            |                                    |          |               |               |                     |      |
| Ingrid Leivestad                                                   | Skicross                           | 4        | –             | 4             | Kleines Finale: DNF | 8    |
| Mixed                                                              |                                    |          |               |               |                     |      |
| Mixed Team 7 Teodora Iliewa Josefina Valdés Dante Vera Oscar Trygg | Ski-/Snowboardcross Teamwettbewerb | 4        | ausgeschieden | ausgeschieden | ausgeschieden       | 18   |

### Nordische Kombination
| Athleten                                                               | Wettbewerb                          | Skispringen | Skispringen | Skispringen | Langlauf    | Langlauf | Rang   |
| Athleten                                                               | Wettbewerb                          | Weite       | Punkte      | Rang        | Zeit        | Rang     | Rang   |
| ---------------------------------------------------------------------- | ----------------------------------- | ----------- | ----------- | ----------- | ----------- | -------- | ------ |
| Jungen                                                                 |                                     |             |             |             |             |          |        |
| Sebastian Østvold                                                      | Normalschanze / 6 km                | 89,5 m      | 118,5       | 2           | 15:02,1 min | 7        | Bronze |
| Johan Fredriksen Orset                                                 | Normalschanze / 6 km                | 79,0 m      | 100,9       | 18          | 16:05,4 min | 3        | 12     |
| Mädchen                                                                |                                     |             |             |             |             |          |        |
| Thea Minyan Bjørseth                                                   | Normalschanze / 4 km                | 87,0 m      | 126,6       | 1           | 12:21,8 min | 14       | 7      |
| Gyda Westvold Hansen                                                   | Normalschanze / 4 km                | 84,0 m      | 117,2       | 5           | 12:03,3 min | 5        | 4      |
| Mixed                                                                  |                                     |             |             |             |             |          |        |
| Gyda Westvold Hansen Sebastian Østfold Nora Midtsundstad Iver Olaussen | Staffel, Normalschanze / 4 × 3,3 km | 401,0 m     | 485,2       | 1           | 29:20,5 min | 1        | Gold   |

### Rennrodeln
| Athlet        | Wettbewerb | Lauf 1   | Lauf 1 | Lauf 2   | Lauf 2 | Gesamt       | Gesamt |
| Athlet        | Wettbewerb | Zeit     | Rang   | Zeit     | Rang   | Zeit         | Rang   |
| ------------- | ---------- | -------- | ------ | -------- | ------ | ------------ | ------ |
| Mädchen       |            |          |        |          |        |              |        |
| Våril Tangnes | Einsitzer  | 56,731 s | 21     | 58,622 s | 23     | 1:55,353 min | 23     |

### Ski Alpin
| Athleten                | Wettbewerbe  | 1. Lauf     | 1. Lauf | 2. Lauf     | 2. Lauf | Gesamt      | Gesamt |
| Athleten                | Wettbewerbe  | Zeit        | Rang    | Zeit        | Rang    | Zeit        | Rang   |
| ----------------------- | ------------ | ----------- | ------- | ----------- | ------- | ----------- | ------ |
| Jungen                  |              |             |         |             |         |             |        |
| Sindre Sætren Myklebust | Riesenslalom | 1:04,43 min | 5       | 1:04,82 min | 6       | 2:09,25 min | 6      |
| Sindre Sætren Myklebust | Slalom       | 38,42 s     | 14      | DNF         | DNF     | DNF         | DNF    |
| Sindre Sætren Myklebust | Super-G      | –           | –       | –           | –       | DNF         | DNF    |
| Sindre Sætren Myklebust | Kombination  | DNF         | DNF     | DNF         | DNF     | DNF         | DNF    |
| Mikkel Remsøy           | Riesenslalom | DNF         | DNF     | DNF         | DNF     | DNF         | DNF    |
| Mikkel Remsøy           | Slalom       | DNF         | DNF     | DNF         | DNF     | DNF         | DNF    |
| Mikkel Remsøy           | Super-G      | –           | –       | –           | –       | 55,04 s     | 6      |
| Mikkel Remsøy           | Kombination  | 55,04 s     | 6       | 33,37 s     | 2       | 1:28,41 min | Gold   |
| Simen Sellæg            | Riesenslalom | DNF         | DNF     | DNF         | DNF     | DNF         | DNF    |
| Simen Sellæg            | Slalom       | 42,43 s     | 37      | 41,18 s     | 15      | 1:23,61 min | 24     |
| Simen Sellæg            | Super-G      | –           | –       | –           | –       | 55,21 s     | 8      |
| Simen Sellæg            | Kombination  | 55,21 s     | 8       | 35,12 s     | 15      | 1:30,33 min | 11     |
| Mädchen                 |              |             |         |             |         |             |        |
| Cathinka Lunder         | Riesenslalom | 1:07,30 min | 20      | 1:05,17 min | 17      | 2:12,47 min | 16     |
| Cathinka Lunder         | Slalom       | 48,08 s     | 19      | 46,99 s     | 18      | 1:35,07 min | 18     |
| Cathinka Lunder         | Super-G      | –           | –       | –           | –       | 57,85 s     | 19     |
| Cathinka Lunder         | Kombination  | 57,85 s     | 19      | 40,89 s     | 25      | 1:38,74 min | 20     |
| Sara Madelene Marøy     | Riesenslalom | 1:07,35 min | 22      | DNF         | DNF     | DNF         | DNF    |
| Sara Madelene Marøy     | Slalom       | DNF         | DNF     | DNF         | DNF     | DNF         | DNF    |
| Sara Madelene Marøy     | Super-G      | –           | –       | –           | –       | DNF         | DNF    |
| Sara Madelene Marøy     | Kombination  | DNF         | DNF     | DNF         | DNF     | DNF         | DNF    |
| Malin Sofie Sund        | Riesenslalom | 1:09,81 min | 32      | DNF         | DNF     | DNF         | DNF    |
| Malin Sofie Sund        | Slalom       | 46,43 s     | 10      | 46,67 s     | 16      | 1:33,10 min | 12     |
| Malin Sofie Sund        | Super-G      | –           | –       | –           | –       | 57,51 s     | 17     |
| Malin Sofie Sund        | Kombination  | 57,51 s     | 17      | 38,17 s     | 7       | 1:35,68 min | 11     |

| Athleten                       | Wettbewerbe    | Achtelfinale | Achtelfinale | Viertelfinale | Viertelfinale | Halbfinale    | Halbfinale    | Finale/Platz 3 | Finale/Platz 3 | Rang |
| Athleten                       | Wettbewerbe    | Gegner       | Ergebnis     | Gegner        | Ergebnis      | Gegner        | Ergebnis      | Gegner         | Ergebnis       | Rang |
| ------------------------------ | -------------- | ------------ | ------------ | ------------- | ------------- | ------------- | ------------- | -------------- | -------------- | ---- |
| Mixed                          |                |              |              |               |               |               |               |                |                |      |
| Malin Sofie Sund Mikkel Remsøy | Teamwettbewerb | Japan        | 4:0          | Finnland      | 3:1           | ausgeschieden | ausgeschieden | ausgeschieden  | ausgeschieden  | 5    |

### Skibergsteigen
| Athleten                                                                     | Wettbewerbe | Qualifikation | Qualifikation | Viertelfinale | Viertelfinale | Halbfinale    | Halbfinale    | Finale        | Finale        | Rang          |
| Athleten                                                                     | Wettbewerbe | Zeit          | Rang          | Zeit          | Rang          | Zeit          | Rang          | Zeit          | Rang          | Rang          |
| ---------------------------------------------------------------------------- | ----------- | ------------- | ------------- | ------------- | ------------- | ------------- | ------------- | ------------- | ------------- | ------------- |
| Jungen                                                                       |             |               |               |               |               |               |               |               |               |               |
| Trym Dalset Lødøen                                                           | Einzel      | –             | –             | –             | –             | –             | –             | 50:58,23 min  | 6             | 6             |
| Trym Dalset Lødøen                                                           | Sprint      | 2:57,72 min   | 8             | 3:02,39 min   | 3             | 2:49,83 min   | 6             | ausgeschieden | ausgeschieden | 12            |
| Mädchen                                                                      |             |               |               |               |               |               |               |               |               |               |
| Kari Forseth                                                                 | Einzel      | –             | –             | –             | –             | –             | –             | 1:23:05,64 h  | 22            | 22            |
| Kari Forseth                                                                 | Sprint      | 4:34,43 min   | 23            | DNS           | DNS           | ausgeschieden | ausgeschieden | ausgeschieden | ausgeschieden | ausgeschieden |
| Mixed                                                                        |             |               |               |               |               |               |               |               |               |               |
| Welt 1 Ema Chlepkova Trym Dalset Lødøen Roksana Saveh Shemshaki Findlay Eyre | Staffel     | –             | –             | –             | –             | –             | –             | 41:44 min     | 10            | 10            |

### Skilanglauf
| Athleten            | Wettbewerbe     | Qualifikation | Qualifikation | Viertelfinale | Viertelfinale | Halbfinale    | Halbfinale    | Finale        | Finale        | Rang   |
| Athleten            | Wettbewerbe     | Zeit          | Rang          | Zeit          | Rang          | Zeit          | Rang          | Zeit          | Rang          | Rang   |
| ------------------- | --------------- | ------------- | ------------- | ------------- | ------------- | ------------- | ------------- | ------------- | ------------- | ------ |
| Jungen              |                 |               |               |               |               |               |               |               |               |        |
| Stian Grønli        | 10 km klassisch | –             | –             | –             | –             | –             | –             | 29:02,0 min   | 29            | 29     |
| Stian Grønli        | Sprint Freistil | 3:26,28 min   | 29            | 3:47,97 min   | 6             | ausgeschieden | ausgeschieden | ausgeschieden | ausgeschieden | 30     |
| Stian Grønli        | Langlauf-Cross  | 4:29,55 min   | 17            | –             | –             | 4:21,85 min   | 6             | ausgeschieden | ausgeschieden | 17     |
| Aleksander Holmbø   | 10 km klassisch | –             | –             | –             | –             | –             | –             | 27:35,6 min   | 5             | 5      |
| Aleksander Holmbø   | Sprint Freistil | 3:16,72 min   | 4             | 3:23,33 min   | 1             | 3:13,48 min   | 2             | 3:15,51 min   | 3             | Bronze |
| Aleksander Holmbø   | Langlauf-Cross  | 4:15,56 min   | 2             | –             | –             | 4:17,96 min   | 1             | 4:16,50 min   | 6             | 6      |
| Nikolai Holmbø      | 10 km klassisch | –             | –             | –             | –             | –             | –             | 27:38,5 min   | 6             | 6      |
| Nikolai Holmbø      | Sprint Freistil | 3:13,22 min   | 2             | 3:26,90 min   | 1             | 3:16,97 min   | 2             | 3:10,97 min   | 2             | Silber |
| Nikolai Holmbø      | Langlauf-Cross  | 4:10,66 min   | 1             | –             | –             | 4:17,72 min   | 2             | 4:09,97 min   | 1             | Gold   |
| Mädchen             |                 |               |               |               |               |               |               |               |               |        |
| Anna Heggen         | 5 km klassisch  | –             | –             | –             | –             | –             | –             | 14:58,5 min   | 9             | 9      |
| Anna Heggen         | Sprint Freistil | 2:49,00 min   | 9             | 2:49,38 min   | 2             | 2:46,72 min   | 2             | 2:47,87 min   | 2             | Silber |
| Anna Heggen         | Langlauf-Cross  | 4:55,21 min   | 4             | –             | –             | 4:56,85 min   | 2             | 4:50,86 min   | 5             | 5      |
| Maria Hartz Melling | 5 km klassisch  | –             | –             | –             | –             | –             | –             | 14:50,3 min   | 5             | 5      |
| Maria Hartz Melling | Sprint Freistil | 2:48,43 min   | 7             | 2:49,31 min   | 3             | 2:50,57 min   | 4             | ausgeschieden | ausgeschieden | 7      |
| Maria Hartz Melling | Langlauf-Cross  | 4:56,72 min   | 5             | –             | –             | 4:53,37 min   | 3             | 4:54,52 min   | 7             | 7      |
| Tuva Hagen Rønning  | 5 km klassisch  | –             | –             | –             | –             | –             | –             | 14:53,0 min   | 7             | 7      |
| Tuva Hagen Rønning  | Sprint Freistil | 2:51,74 min   | 15            | 2:51,88 min   | 3             | ausgeschieden | ausgeschieden | ausgeschieden | ausgeschieden | 16     |
| Tuva Hagen Rønning  | Langlauf-Cross  | 5:12,70 min   | 17            | –             | –             | 5:08,31 min   | 5             | ausgeschieden | ausgeschieden | 14     |

### Skispringen
| Athleten                                                                        | Wettbewerb                 | 1. Durchgang | 1. Durchgang | 1. Durchgang | 2. Durchgang | 2. Durchgang | 2. Durchgang | Gesamt | Gesamt |
| Athleten                                                                        | Wettbewerb                 | Weite        | Punkte       | Rang         | Weite        | Punkte       | Rang         | Punkte | Rang   |
| ------------------------------------------------------------------------------- | -------------------------- | ------------ | ------------ | ------------ | ------------ | ------------ | ------------ | ------ | ------ |
| Jungen                                                                          |                            |              |              |              |              |              |              |        |        |
| Simen Aasen Markeng                                                             | Normalschanze              | 80,0 m       | 97,9         | 22           | 77,5 m       | 98,5         | 18           | 196,4  | 21     |
| Iver Olaussen                                                                   | Normalschanze              | 84,5 m       | 111,1        | 8            | 87,5 m       | 118,4        | 5            | 229,5  | 8      |
| Mädchen                                                                         |                            |              |              |              |              |              |              |        |        |
| Nora Midtsundstad                                                               | Normalschanze              | 70,0 m       | 89,7         | 21           | 67,0 m       | 79,3         | 17           | 169,0  | 19     |
| Heidi Dyhre Traaserud                                                           | Normalschanze              | 71,5 m       | 87,2         | 22           | 63,5 m       | 66,7         | 25           | 153,9  | 22     |
| Mixed                                                                           |                            |              |              |              |              |              |              |        |        |
| Thea Minyan Bjørseth Johan Fredriksen Orset Heidi Dyhre Traaserud Simen Markeng | Teamspringen Normalschanze | 299,0 m      | 403,5        | 7            | 302,5 m      | 417,0        | 8            | 820,5  | 7      |

### Snowboard
| Athleten           | Wettbewerbe | Qualifikation | Qualifikation | Finale        | Finale        | Rang |
| Athleten           | Wettbewerbe | Punkte        | Rang          | Punkte        | Rang          | Rang |
| ------------------ | ----------- | ------------- | ------------- | ------------- | ------------- | ---- |
| Jungen             |             |               |               |               |               |      |
| Øyvind Kirkhus     | Slopestyle  | DNS           | DNS           | DNS           | DNS           | DNS  |
| Mädchen            |             |               |               |               |               |      |
| Stine Espeli Olsen | Big Air     | 40,00         | 13            | ausgeschieden | ausgeschieden | 13   |
| Stine Espeli Olsen | Slopestyle  | 42,00         | 7             | 8,75          | 10            | 10   |
| Bettina Roll       | Big Air     | 48,66         | 10            | 6,50          | 11            | 11   |
| Bettina Roll       | Slopestyle  | 8,00          | 20            | ausgeschieden | ausgeschieden | 20   |